# Мартенс Людвіг Карлович
Мартенс Людвіг Карлович (20 грудня 1874 (1 січня 1875), Бахмут, нині Україна — 19 жовтня 1948, Москва) — російський революціонер-марксист, радянський дипломат та інженер.

## Біографія

### Ранні роки
Людвіг Мартенс народився 1 січня 1875 року в Бахмуті Катеринославської губернії на півдні Російської імперії (нинішня Україна). Батько Людвіга, промисловець німецького походження на ім'я Карл Густав Адольф Мартенс, був власником металургійного заводу в Курську, Росія. У сім’ї було п’ятеро синів і дві дочки. Двоє з них, Людвіг і Ольга, стали професійними революціонерами.
У 1893 році Мартенс закінчив Курське реальне училище і вступив до Санкт-Петербурзького державного технологічного інституту, який закінчив і став інженером-механіком.
Вільно володів англійською, німецькою, французькою та російською мовами.

## Політична кар'єра
Під час навчання в Державному технологічному інституті Мартенс познайомився з Володимиром Леніним і Юлієм Мартовим. Невдовзі (в 1985 році) він став членом їхнього нелегального марксистського угруповання «Ліга боротьби за визволення робітничого класу». 1896-го арештований, після 3-річного ув'язнення висланий до Німеччини, оскільки вважали його громадянином Німеччини, 
де він став членом Німецької соціал-демократичної партії і був змушений служити в німецькій армії. У 1902 році він закінчив Технічний коледж Шарлоттенбурга.  У 1905 році він втік із Німеччини до Швейцарії, підтримуючи Леніна як помічника та забезпечуючи контрабанду брошур і вибухових речовин до Росії.
У 1906 році, після поразки російської революції 1905 року, Мартенс емігрував до Великої Британії та таємно заснував кулеметний завод для Леніна. Мартенс працював агентом із закупівель на Демидовському металургійному комбінаті, закуповуючи обладнання для великих промислових заводів, одного з найбільших металургійних заводів Росії. У 1914 році він оголосив себе німцем і виїхав до Нью-Йорка після того, як британська розвідка почала за ним стежити.
У Нью-Йорку, будучи інженером, він працював в імпортно-експортному бізнесі та зблизився з іншими подібними політично налаштованими людьми, щоб поширювати роботи та ідеї Леніна.
У 1915 році, з початком Першої світової війни, Курський металургійний завод, що належав сім'ї Мартенсів, був конфіскований російським урядом, оскільки сім'я Мартенсів вважалася громадянами Німеччини. У 1916 році Мартенс емігрував до США, де працював віце-президентом інженерної фірми Weinberg & Posner (Нью-Йорк).
У 1917 році, після Лютневої революції, Мартенс разом з Левом Троцьким та 278 іншими російськими соціал-демократами повернувся із Сполучених Штатів до Росії на пароплаві.
У березні 1919 року, щоб порушити ембарго проти Росії, Мартенс повернувся до Сполучених Штатів і заснував Російське радянське урядове бюро за адресою 110 West 40th Street, неофіційне посольство Радянської Росії на противагу дореволюційному Посольству Імператорської Росії, розташованому у Вашингтоні, округ Колумбія, яке  яке Сполучені Штати все ще визнавали. 19 березня 1919 року, як фактичний посол від Радянської Росії, він вручив Державному департаменту США дипломатичні вірчі грамоти від Народного комісара закордонних справ Георгія Чичеріна. Від імені уряду Радянської Росії Мартенс мав залагодити юридичні претензії, розподілити кошти та захопити посольство та консульства Імператорської Росії, які все ще були зайняті Тимчасовим урядом Росії. Він встановив комерційні контакти (формально незаконні, оскільки США в той час бойкотували Радянську Росію) з більш ніж тисячею американських фірм, включаючи такі, як Morgan Guaranty Trust Company of J.P. Morgan. Він вів переговори з тодішнім ірландським емісаром у США T.D. Гаррі Боландом про надання кредиту під заставу російських коштовностей. Як адміністративний голова радянського бюро, комерційний аташе і фінансовий радник, Юліус Хаммер, батько Арманда Хаммера, був призначений для забезпечення підтримки російського радянського урядового бюро і фінансував його, відмиваючи гроші, отримані від незаконного продажу контрабандних діамантів через свою компанію "Allied Drug".
Під тиском Комітету Луска у червні 1919 року поліція провела обшук у Бюро. 
У відповідь на звинувачення Міністерства юстиції Сполучених Штатів Мартенс заявив у Вашингтоні, округ Колумбія, 10 січня 1920 року, що він не зробив нічого, щоб виправдати свою депортацію. «Моя діяльність у Сполучених Штатах була виключно дружньою та комерційною», — сказав він. Після слухань у Сенаті Сполучених Штатів і Міністерстві праці Сполучених Штатів , Мартенс був остаточно депортований до радянської Росії в січні 1921 року.

## Повернення до Росії
Після повернення до Росії Мартенс став членом Вищої ради народного господарства і головою «Головметалу» (державної організації, що об’єднує всі металургійні підприємства радянської Росії). На цій посаді Мартенс розпочав роботи з розробки Курської магнітної аномалії, найбільшого родовища залізної руди в Росії. 
У 1924−26 роках Мартенс працював першим головою Комітету з винахідництва Вищої ради народного господарства (Комітет по делам Изобретений; радянський аналог Західного патентного відомства). У 1925 році він опублікував монографію «Про вібрацію поршневих двигунів».

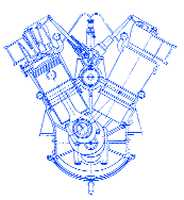
Двигун Мартенса

У 1926−1936 роках Мартенс працював керівником Науково-дослідницького інституту дизелебудування в Ленінграді. Він був автором дизеля Н-2 (також відомого як двигун Мартенса), призначеного як авіаційний двигун. Новим елементом дизеля було те, що 12-циліндровий поршневий двигун наддувався 6-циліндровим поршневим повітряним компресором. Дизель був випробуваний у 1932 році.
У 1927−41 роках був головним редактором Технічної енциклопедії. В 1927—1941 також головний редактор «Технічної енциклопедії».
У 1933 році Мартенс написав листа до ОГПУ на підтримку заарештованого Павла Флоренського, він також опікувався синами Флоренського, Василем і Кирилом.

## Смерть і спадок
Мартенс пішов у відставку в 1941 році. Помер у Москві 19 жовтня 1948 року, похований на Новодівичому кладовищі.
Під час Другої світової війни син Людвіга Мартенса, Вільгельм Людвігович (Віллі) Мартенс, був головою комітету Вільної Німеччини, який мав на меті організувати німецьких військовополонених для боротьби разом з Радянами проти військ Осі. Комітет був організований у Красногорську в 1943 році. Пізніше Вільгельм Мартенс працював радянським розвідником.